# 30 Pułk Czołgów
30 pułk czołgów średnich (30 pcz) – oddział wojsk pancernych ludowego Wojska Polskiego.
Sformowany w marcu 1962 w garnizonie Włodawa na bazie 23 batalionu czołgów średnich. Wchodził w skład 3 Dywizji Zmechanizowanej. W maju 1967 przemianowany na 5 pułk czołgów średnich.